# Lonicera confusa
Lonicera confusa är en kaprifolväxtart som först beskrevs av Robert Sweet, och fick sitt nu gällande namn av Dc. Lonicera confusa ingår i släktet tryar, och familjen kaprifolväxter. Inga underarter finns listade i Catalogue of Life.